# قلعه (فیلم ۱۹۹۲)
قلعه (انگلیسی: Fortress) فیلمی در ژانر اکشن و علمی–تخیلی به کارگردانی استوارت گوردون است که در سال ۱۹۹۲ منتشر شد. از بازیگران آن می‌توان به کریستوفر لمبرت، کرتوود اسمیت، جفری کمبس و تام تولس اشاره کرد. داستان فیلم در پادآرمان‌شهری در آینده رخ می‌دهد. شخصیت اصلی فیلم جان هنری برنیک (کریستوفر لمبرت) و همسرش کرن بی. برنیک (لورین لاکلین) به زندانی با حداکثر تدابیر امنیتی فرستاده می‌شوند چون قرار است که فرزند دوم آن‌ها به دنیا بیاید که خلاف سیاست‌های سختگیرانه تک‌فرزندی است. همچنین دنباله‌ای از این فیلم با نام قلعه ۲: بازگشت (۱۹۹۹) ساخته شد.

## داستان
در سال ۲۰۱۷، ایالات متحده به یک دیکتاتوری نظامی تبدیل شده است. جان هنری برنیک، افسر سابق ارتش، و همسرش کارن تلاش می‌کنند از مرز آمریکا و کانادا عبور کرده و به شهر آزاد ونکوور در جمهوری سوسیالیستی شوروی کانادا برسند تا بتوانند فرزند دوم خود را به دنیا بیاورند. بر اساس سیاست سخت‌گیرانه تک‌فرزندی، داشتن فرزند دوم ممنوع است، حتی در صورت از دست دادن فرزند اول. به همین دلیل، کارن جلیقه‌ای مغناطیسی می‌پوشد تا بارداری خود را از اسکنرهای امنیتی پنهان کند. اما یکی از نگهبانان به جلیقه او مشکوک می‌شود و هشدار می‌دهد.
جان دستگیر می‌شود و فکر می‌کند کارن موفق به فرار شده است. او به ۳۱ سال زندان در «فورتِرِس» (قلعه) محکوم می‌شود، که یک زندان فوق امنیتی تحت نظارت شرکت "من-تل" است. زندانیان این مجموعه به‌عنوان نیروی کار اجباری برای گسترش بیشتر زندان استفاده می‌شوند. به آن‌ها دستگاهی به نام «اینتستیناتور» (دستگاه امعا و احشا) کاشته می‌شود که در صورت نافرمانی، درد شدید یا حتی مرگ را برای کنترل جسمی و شرطی‌سازی ذهنی آنان ایجاد می‌کند. مدیر زندان، پو، مسئولیت نظارت بر این مجموعه را با کمک یک سامانه رایانه‌ای به نام "زد-۱۰" بر عهده دارد. این زندان در زیرزمین یک بیابان و درون یک گودال واقع شده که تنها از طریق یک پل جمع‌شونده قابل دسترسی است. سلول‌های شلوغ این زندان با دیوارهای لیزری محافظت می‌شوند.
جان در این زندان با زندانیانی مانند آبراهام، یک زندانی نمونه که خدمتکار پو است و در انتظار عفو مشروط به سر می‌برد، دی-دی، متخصص ماشین‌آلات و مواد منفجره، نینو گومز، یک بزهکار جوان، و استیگز که سعی می‌کند از جان اخاذی کند، هم‌سلول می‌شود. جان متوجه می‌شود که کارن در طبقات بالایی زندان با فرزند به دنیا نیامده‌شان زندانی است. این فرزند اکنون رسماً متعلق به شرکت من-تل محسوب می‌شود و قرار است به محض تولد سوزانده شود.
مادوکس، دوست استیگز، با جان درگیر می‌شود، اما توسط یک برجک امنیتی هدف قرار می‌گیرد و می‌میرد. جان «اینتستیناتور» مادوکس را برمی‌دارد و آن را به دی-دی می‌دهد، اما سپس برای تنبیه به اتاق پاکسازی ذهن منتقل می‌شود.
پو، که به کارن علاقه‌مند شده، به او پیشنهاد می‌دهد که اگر با او زندگی کند، جان را از اتاق پاکسازی ذهن آزاد خواهد کرد. کارن می‌پذیرد. پو مشخص می‌شود که یک سایبورگ (آدم‌ماشین) است.
چهار ماه بعد، کارن که اکنون بارداری‌اش کاملاً مشهود است، با استفاده از دسترسی خود به سامانه رایانه‌ای در اتاق پو، جان را از وضعیت پاکسازی ذهن نجات می‌دهد. او یک نقشه هولوگرافیک را می‌دزدد و آن را به آبراهام می‌دهد تا به جان برساند. دی-دی با استفاده از اینتستیناتور مادوکس، این دستگاه را باز کرده و راهی برای غیرفعال کردن اینتستیناتورهای دیگر زندانیان پیدا می‌کند.
در یک شیفت کاری، گروه جان اینتستیناتورهای خود را در یک کانال هوایی قرار می‌دهند و یک دعوای ساختگی راه می‌اندازند. این کار باعث می‌شود زد-۱۰ اینتستیناتورها را فعال کرده و کانال را منفجر کند و راهی برای فرار ایجاد شود. اما پو کانال را با بخار پر می‌کند و سایبورگ‌های مسلح به شعله‌افکن و مسلسل به نام «کلون‌های حمله» را می‌فرستد. استیگز کشته می‌شود، اما بقیه گروه یکی از کلون‌ها را تصاحب کرده و از تسلیحات آن برای نابودی سایر کلون‌ها استفاده می‌کنند.
زد-۱۰ به پو اطلاع می‌دهد که کارن در حال انجام اقدامات مشکوک است. او به کارن می‌گوید که فرزندش، مانند تمام نوزادان متعلق به من-تل، به‌طور سزارینی خارج شده و به سایبورگ تبدیل خواهد شد. سپس پو، آبراهام را خفه می‌کند.
گروه جان با استفاده از یک برجک مسلح به‌عنوان آسانسور به اتاق کنترل زد-۱۰ می‌رسند. جان پو را گروگان می‌گیرد و از او می‌خواهد کارن را آزاد کند. پو دستور آزادی می‌دهد، اما زد-۱۰ امتناع می‌کند و اعلام می‌کند که من-تل در شرایط گروگان‌گیری مذاکره نمی‌کند. برجک پو را می‌کشد و گروه جان بدون اهرم فشار باقی می‌ماند.
دی-دی با نفوذ به زد-۱۰، ویروسی ایجاد می‌کند که سامانه را به‌طور کامل از کار می‌اندازد و باعث اختلال در امنیت خودکار زندان می‌شود. زندانیان فرار می‌کنند. جان و گومز کارن را نجات می‌دهند، یک کامیون را می‌دزدند و به مکزیک می‌گریزند، جایی که کارن وارد مرحله زایمان می‌شود و فرزندشان به دنیا می‌آید، در حالی که برای دستگیری آن‌ها یک هشدار اینترپل صادر شده است.